# Садове (Скадовський район)
Садове — селище в Україні, у Чулаківській сільській громаді Скадовського району Херсонської області. Населення становить 683 осіб.
Селище засноване наприкінці XIX століття латифундистом німецького походження Генріхом Реймером. Колишні назви: Циммервальд, Привільне, Реймергоф, Каракуль Експорт. В минулому було центром найбільшого по площі радгоспу в Україні з однойменною назвою "Каракуль експорт". Тут тимчасово жили чи працювали герої Другої світової війні: Танський Н. Г., Суббота Микола Микитович (на його честь отримала назву одна з вулиць), Контушний А. С, Стрельченко І. І. 24 лютого 2022 року село тимчасово окуповане російськими військами під час російсько-української війни.

## Населення
Згідно з переписом УРСР 1989 року чисельність наявного населення селища становила 772 особи, з яких 330 чоловіків та 442 жінки.
За переписом населення України 2001 року в селищі мешкали 684 особи.

### Мова
Розподіл населення за рідною мовою за даними перепису 2001 року:
| Мова       | Відсоток |
| ---------- | -------- |
| українська | 89,90 %  |
| російська  | 9,37 %   |
| білоруська | 0,29 %   |
| румунська  | 0,15 %   |
| інші       | 0,29 %   |

## Економіка
В селищі працює фермерське господарство, підприємство з виробництва плівки й ПВХ-труб.

## Транспорт
В селищі немає маршрутного транспорту. Постійне автобусне сполучення з Херсоном та Голою Пристанню.
Регулярні рейси:
З с. Садове до Херсона:

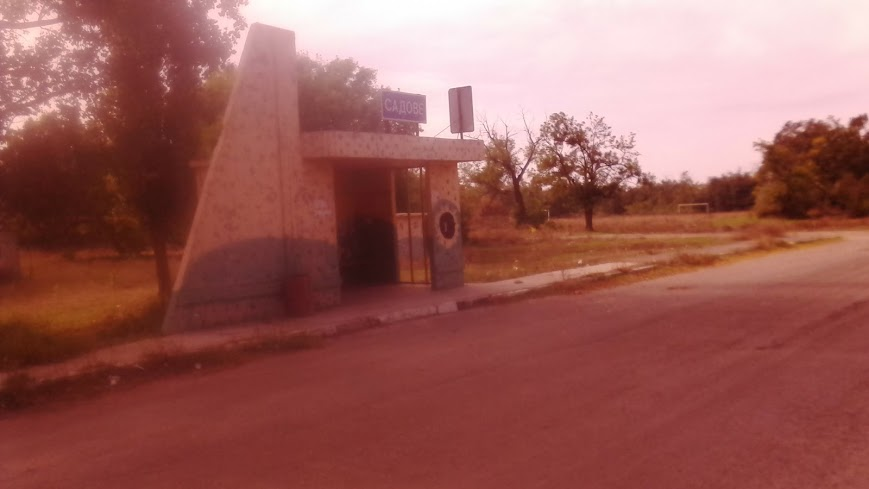
Автобусна зупинка в с. Садове

- 5:20 (Іванівка - Херсон, з с. Братське, до с. Садове автобус не заходить);
- 6:00 (Олександрівка - Херсон);
- 7:00 (Садове - Херсон);
- 8:25 (Лиманівка - Херсон);
- 12:25 (Іванівка - Херсон, через с. Братське);
- 13:25 (Садове - Херсон);
- 14:20 (Іванівка - Херсон, Пт, Сб, Нд);
- 14:45 (Лиманівка - Херсон).

З м. Херсон до с. Садове:
- 9:10 (Херсон - Іванівка, через с. Братське);
- 11:00 (Херсон - Садове);
- 11:20 (Херсон - Іванівка, Пт, Сб, Нд);
- 11:45 (Херсон - Лиманівка);
- 15:00 (Херсон - Олександрівка);
- 15:45 (Херсон - Садове);
- 16:40 (Херсон - Іванівка, через с. Братське);
- 17:40 (Херсон - Лиманівка).

## Клімат, Географія
Хоча більша частина Херсонської області розміщена в зоні помірного континентального клімату, в прибережних районах Причорноморської низовини кліматичні умови відрізняються. С. Садове фактично знаходиться на півострові й з трьох сторін оточене водою, до Дніпро-Бузького лиману на півночі, Ягорлицької затоки на заході й Чорного Моря/Тендрівської затоки на півдні лише 15-20 км. Тому в цій місцевості клімат більше схожий з Середземноморським: довге посушливе літо, тепла осінь, коротка та майже безсніжна зима.
Тривалість зими - лише півтора місяця: з січня до середини лютого. В ці місяці температура в деякі роки може знижуватись до -17-21 градусів Цельсія, хоча частіше мінімальні позначки не нижче -7-11 градусів. В цей період спостерігаються часті відлиги, які приходять з теплими повітряними масами з Середземного моря та Північної Африки.. При чому до середини - кінця грудня і з середини лютого середньодобова температура тримається вище нуля. В цей період можливо спостерігати незвичне явище - зимові грози, які інколи доходять з Чорного моря. Хоча вони не приносять значних опадів.
Весна триває два - два з половиною місяці, з середини лютого до кінця квітня. Погода утримується нестабільна, затяжні дощі чередуються з заморозками чи різкими відлигами. Літо починається с з початку травня і до середини-кінця вересня. Погода посушлива. Внаслідок того, що селище знаходиться на підвищенні, тут спостерігаються висхідні потоки, які стають перепоною для хмар. Тому опадів тут значне менше, ніж в сусідніх поселеннях.
Осінь триває з жовтня до середині-кінця грудня. Погода утримується помірна, при цьому середньодобова температура тримається на рівні вище 15 градусів інколи до кінця листопада - середини грудня. Хоча періодично температура знижується до нуля.

## Визначні місця
Пам'ятка садово-паркового мистецтва Дендрологічний парк Реймергоф, розбитий посеред посушливого степу. Це копія дендропарку Еліта в Зарічному Мелітопольського району і зменшена версія парку в Асканії новій. 

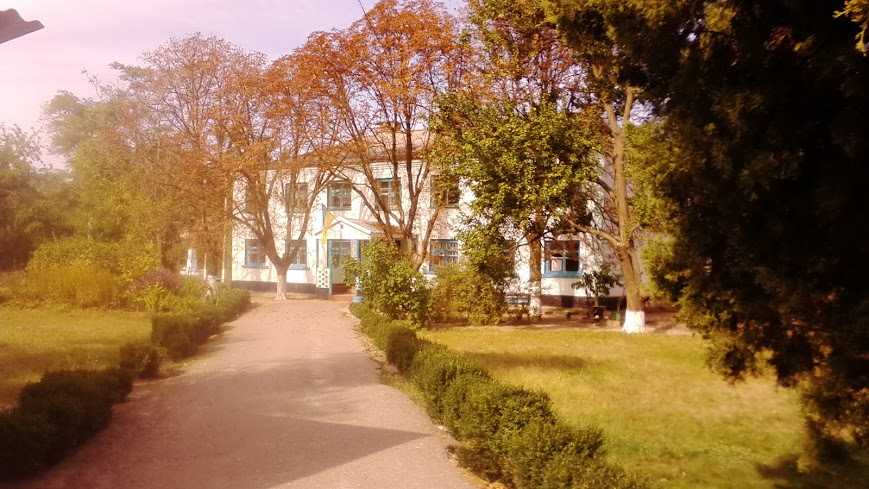
Місцева лікарня

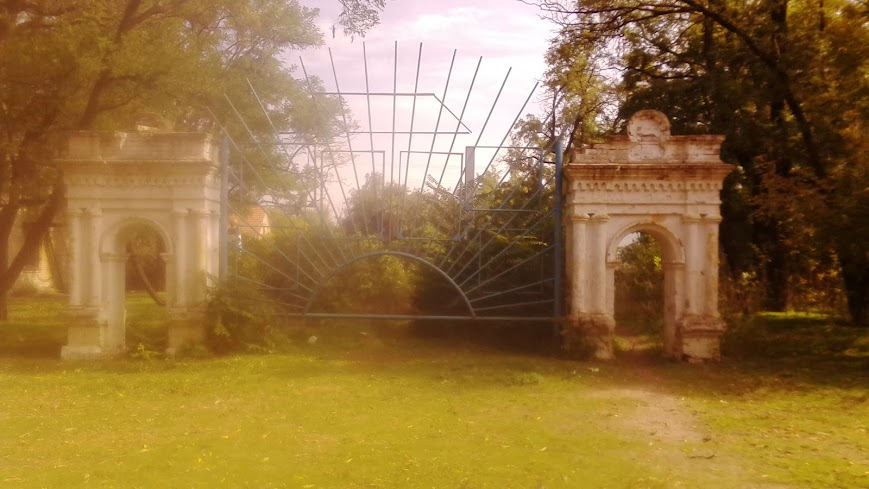
"Панські" ворота

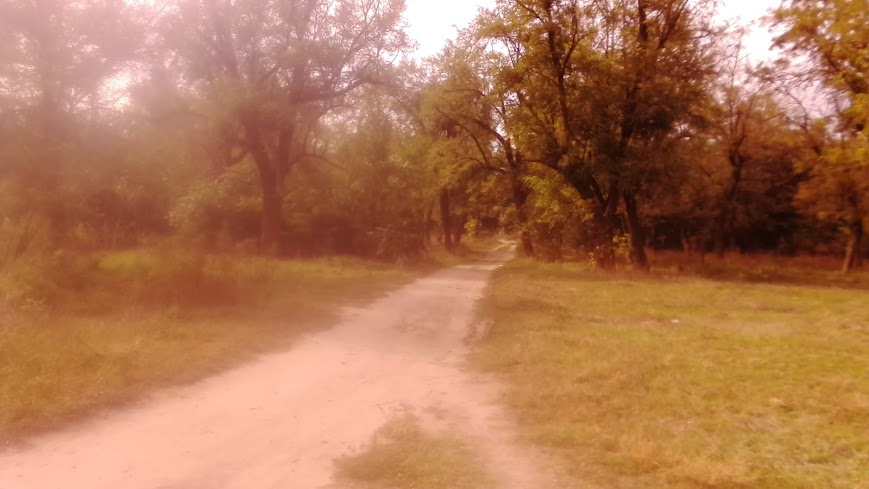
Доріжка в парку Реймергоф

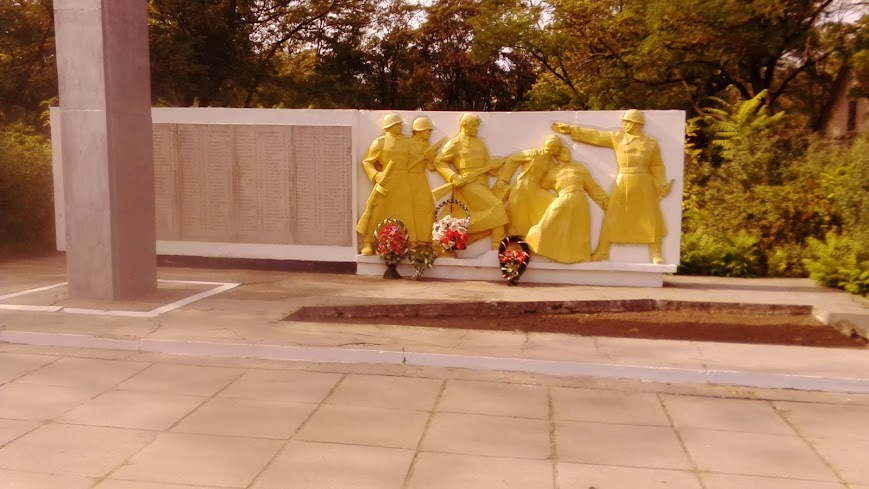
Монумент воїнам, полеглим у Другій світовій війні

В дендрологічному парку зустрічаються дерева і чагарники з різних регіонів планети;
- Робінія звичайна (Акація біла);
- Карагана дерев'яниста (Акація жовта);
- Софора японська;
- Ялівець;
- Туя;
- Пихта;
- Китайська рожева акація;
- Гледичія;
- Маклюра;
- Платан;
- Тополя срібляста та інші.

На території парку збереглося багато цегляних будівель кінця XIX - початку XX століття:
- стайня - будівля зараз занедбана, але збереглася в гарному стані;
- каретний двір - зараз в ній знаходиться місцевий будинок культури. Оригінальний фасад з червоної цегли закритий шаром штукатурки;
- винний погріб - зараз переобладнаний під бар;
- Старі в'їзні ворота;
- декілька інших побутових споруд.

В місцевій школі працює етнографічний музей, де представлено чотири експозиції: "Стародавня історія", "Сільська хата", "Історія села в період Другої світової війни", "Сучасне Садове".

## Рекреаційна зона
Садове вдало розташоване на перехресті відразу декількох рекреаційно-санаторних зон і в перспективі може стати центром зеленого туризму в регіоні. Через селище проходить декілька туристичних маршрутів. До Чорноморського біосферного заповідника, а також Ягорлицького лиману, який став популярним місцем для віндсерфінгу й одночасно по можливостях для дитячого відпочинку змагається з Джарилгацькою затокою, зокрема с містом Скадовськ, близько 10-13 км на захід. На північ всього в декількох кілометрах хвойні ліси, а за ними Дніпро-бузький лиман з гарними риболовними угіддями. Біля села смугою приблизно в три - чотири кілометри проходить зона дикого степу.
Навколо селища кластер зі стародавніх курганів, що мають важливе історичне значення. Найближчі знаходиться в межах села, інші в радіусі одного - двох кілометрів. Близько 40% селища займає дендрологічний парк. Пам'ятка природи регіонального значення займає площу близько 26,6 га. Завдяки вдалому поєднанню дубових, кипарисових, ялівцевих насаджень, в парковій зоні відмічається високий вміст флавоноїдів, які знижують кількість патогенних мікроорганізмів та покращують самопочуття, допомагають в боротьбі з респіраторними хворобами. Також унікальний мікроклімат доповнюється морським повітрям, яке доходить протягом всього року як з відкритого моря (близько 24 км), так і з Ягорлицької (близько 10 км), Тендрівської (14 км) заток. Серед жителів Садового та Братського відмічено низький для України рівень захворюваності астмою і різного типу алергією. В парку є джерело, з якого б'є мінеральна вода (зараз засмічене).
Поряд з селом (від 10 м до 2 км) декілька подових озер з солоною водою і цілющими грязями, які можуть використовуватись при захворюваннях шкіри та опорно-рухового апарату. Також дані з георозвідки свідчать, що під землею знаходяться цілющі родонові джерела з ропою з високим вмістом йоду та солі, подібної до тої, що йде з цілющого гейзера поряд з селами Тендрівське та Облої за 20 км звідси. До війни, розпочатої Росією у 2022 році, розглядалось будівництво санаторного чи рекреаційного комплексу з готелями в цій місцевості.

## Цікаві факти
В минулому селище було центром найбільшого за площею в УРСР радгоспу с однойменною назвою "Каракуль Експорт". Він охоплював територію від парку Аджиголи між селами Чулаківка та Пам'ятне і простягався до Ягорлицької затоки (лиману), Тендрівської затоки, мису Ягорлицький кут. До складу господарства входили: Садове, села Вільна Дружина, Іванівка, Братське (Індустріальне), Олександрівка (Краснознам'янка), Вільна Україна, Очаківське, Свободний Порт.
У селища є село-супутник Братське (Індустріальне), обидва населених пункти мають спільну інфраструктуру: телефонну мережу, водогін. Відстань між селами менше ніж 250 метрів. Загальна площа двох сіл - близько 2 кв. км, приблизно як у Князівства Монако.
В селищі Садове проводилося знімання радянського фільму "Тронка" по мотивах повісті Олеся Гончара. Спеціально для фільму на одному із курганів поряд с населеним пунктом був зведений пам'ятник "Чабану", який зберігся до наших днів.
Хоча це не вказано в самому романі, частина подій "Тронки" проходить саме на території радгоспу "Каракуль Експорт", який тоді був центром вівчарства та охоплював територію від сучасних сіл Садове і Пам'ятне до Ягорлицької затоки (лиману). 
Садівська аномалія - висхідні потоки, які можна побачити під час літніх дощів. Дощові хмари обходять селище чи підіймаються вверх, що помітно неозброєним оком. Через це в Садовому влітку кількість опадів значно менша, ніж в сусідніх селах.
Саме в селищі Садове відбуваються події збірника містичних оповідань з однойменною назвою “Садово” письменниці Наді Ель (Надєжда Лопіна).
Місцева школа тривалий час входила в топ кращих навчальних закладів Голопристанського району за якістю освіти, випереджаючи навіть заклади з райцентру. Місцеві учні регулярно посідали 1-3 місця районних олімпіад з математики, фізики, хімії, інформатики, української мови. Також були перемоги на спортивних та туристичних змаганнях.

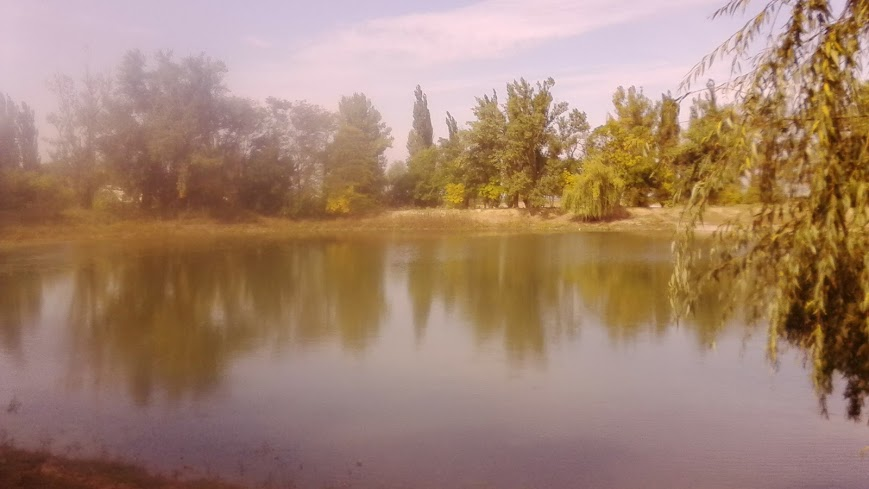
Штучне озеро

## Постаті
- Хоменко Сергій Володимирович (1978—2014) — сержант Збройних сил України, учасник російсько-української війни.
- Суббота Микола Микитович - учасник Другої світової війни.
- Гомон Микола Володимирович - журналіст і письменник неодноразово відвідував Садове
- Олесь Гончар - відвідував Садове, де проживали його родичі